# Бесс
Бесс (др.-перс. *Bayaçā, тронное имя — Артаксеркс) — последний царь империи Ахеменидов, правивший в 330—329 годах до н. э.
Бесс принадлежал к царскому роду Ахеменидов. Дарий III назначил Бесса сатрапом одной из самых богатых провинций империи Бактрии. После поражения в битве при Иссе 333 года до н. э. Дарий III был вынужден призвать Бесса на помощь в отражении вторжения Александра Македонского. В битве при Гавгамелах 331 года до н. э. он руководил отрядами бактрийцев, согдиан и индов. После сокрушительного поражения Бесс возглавил заговор против Дария III, который, по мнению ряда персидских военачальников, был неспособен руководить сопротивлением войскам Александра Македонского.
После свержения Дария III Бесс стал новым царём империи Ахеменидов и взял себе тронное имя Артаксеркса. Однако он также не смог организовать должную оборону против македонян. Вскоре после воцарения он утратил доверие со стороны приближённых военачальников и подвластных народов. В результате нового заговора Бесс был пленён и передан Александру, который повелел предать убийцу Дария III мучительной смерти. Александр Македонский позиционировал себя наследником Дария III, а казнь Бесса — местью за его убийство.
Убийство Дария и казнь Бесса нашли отображение в иранском эпосе «Шахнаме» Фирдоуси.

## Биография

### Происхождение. Карьера при дворе персидского царя
Бесс принадлежал к царскому роду Ахеменидов. Дарий III назначил своего родственника Бесса сатрапом Бактрии. Также в его власти, возможно, находились Маргиана, Согдиана и подконтрольных персам территории Индии. Согласно одной из версий, Бесс сменил Багоя после того, как тот был казнён. На тот момент Бактрия была одной из самых богатых и экономически развитых провинций империи Ахеменидов. Должность сатрапа Бактрии была идентичной вице-королю восточных владений Дария III. Из своей столицы в Бактре Бесс управлял Бактрией, Согдианой и приграничными областями Индии. Влияние Бесса распространялось также на области, где проживали племена дахов и массагетов. По мнению иранолога Р. Фольца, Бесс правил восточными провинциями империи Ахеменидов практически как своими личными владениями.
После поражения в битве при Иссе 333 года до н. э. Дарий III был вынужден призвать Бесса на помощь в отражении вторжения Александра Македонского. В битве при Гавгамелах (1 октября 331 года до н. э.) Бесс вёл войско бактрийцев, согдиан и индов против македонской армии. Вместе с Бессом к основному персидскому войску прибыли сакские конные лучники Мавака. Отряды Бесса во время сражения занимали левый южный фланг войска. Проиграв битву, Дарий III в сопровождении Бесса отступил в Экбатаны, где они провели всю зиму. На следующий год Дарий выступил на восток, намереваясь собрать больше сил в Бактрии. В пути Бесс и другие приближённые Дария III, среди которых были хилиарх Набарзан и сатрап Арахозии и Дрангианы Барсаент, составили заговор и схватили царя. По одной из версий, командир греческих наёмников Патрон пытался предупредить Дария III о заговоре, что стало известно заговорщикам и заставило их ускорить свои действия. Возможно, Бесс со своими сообщниками изначально намеревался передать царя македонянам, чтобы получить щедрое вознаграждение от Александра. По одной из версий, Набарзан предлагал Дарию III добровольно передать власть Бессу, однако тот отказался. Заговорщики не могли рассчитывать на лояльность всего войска. После того как Дария III заключили в оковы, часть воинов дезертировали к Александру.
Александр продолжил преследование персидских военачальников, даже узнав о свержении Дария III. В июле 330 года до н. э. близ Гекатомпила заговорщики, узнав о близкой погоне, убили Дария III. По одной из версий, Бесс и другие заговорщики убеждали Дария III сесть на коня и спасаться бегством. Когда свергнутый царь отказался, они нанесли ему множество ран и бежали. Бесс смог оторваться от преследовавших его отрядов македонян и достиг Бактрии, а Александр был вынужден вернуться обратно.

### Правление
Первоначально Бесс стал руководителем объединённых сил восточных сатрапий. Провозглашение Бесса царём с тронным именем Артаксеркса состоялось позднее, когда он достиг Бактрии. Под контролем Бесса, кроме собственно Бактрии, находились Согдиана под руководством Спитамена и Оксиарта, кочевые иранские народы Средней Азии, Ария под руководством Сатибарзана, Арахозия и Дрангиана — Барсаента, Парфия — Набарзана и некоторые земли на западе Индии.
Активизация сопротивления и появление нового царя создало новые проблемы для Александра Македонского. Если бы Бесс смог организовать должное сопротивление, то речь бы шла не об узурпации царского престола, а о смене власти в империи Ахеменидов. Однако держава Бесса вскоре стала разваливаться. Набарзан вовремя понял безвыходность своего положения и сдался Александру. Сатибарзан был убит во время поединка с Эригием. Примерно в то же время Барсаент бежал в Индию.
Бесс не смог организовать македонянам должного сопротивления. За зиму 330—329 года до н. э. он собрал лишь семь тысяч всадников для предстоящей войны. Ранней весной 329 года до н. э. после серьёзной подготовки Александр с основными силами перешёл через Гиндукуш и вторгся в Бактрию. Бесс отступил в Согдиану, перейдя через реку Окс (совр. Амударья). Александр последовал за ним. В ходе этой кампании македоняне без труда захватили Бактру и покорили Бактрию. В ходе этой кампании Бесс уклонялся от сражения, ограничившись применением тактики выжженной земли, что не добавляло ему популярности у подданных. Разочарованные Бессом младшие персидские военачальники во главе со Спитаменом захватили Бесса. Квинт Курций Руф писал, что Спитамен пользовался особым расположением Бесса. При подготовке заговора, согласно античному историку, основным предлогом была месть за Дария. Однако, по мнению Курция Руфа, «Спитамен ненавидел Бесса не за преступление, а за удачу». Он привлёк на свою сторону Датаферна и Катана, пользовавшихся у Бесса особым доверием. Спитамен рассказал Бессу о том, что Датаферн и Катан планируют его свергнуть. Когда тот приказал арестовать и привести к себе заговорщиков, Спитамен послал выполнить поручение восемь храбрых воинов, которые также участвовали в заговоре. Таким образом, около Бесса оказался целый отряд участников заговора. В какой-то момент они окружили царя, сорвали с него одежду, после чего связали. Чтобы осадить толпу, которая могла бы попытаться освободить Бесса, они заявили, что действуют от имени Александра.
Диодор Сицилийский и Арриан приводят несколько иные версии пленения Бесса. Диодор Сицилийский писал, что во время одного из пиров Бесс повздорил с Багодаром. Лишь уговоры друзей заставили Бесса сохранить жизнь опальному придворному. Ночью Багодар бежал к Александру. Главные военачальники в войске Бесса, узнав о том, что Багодар в безопасности, соблазнились вероятным вознаграждением и схватили Бесса. Арриан писал, что Спитамен и Датаферн отправили к Александру гонцов с предложением захватить Бесса и передать его македонянам. Тогда Александр отправил к ним отряд во главе со своим телохранителем Птолемеем. Птолемей проделал за четыре дня путь к Наутаке, который в нормальных условиях преодолевали за десять дней. Согласно Квинту Курцию Руфу, Спитамен лично передал Бесса Александру со словами: «Отомстив сразу за тебя и за Дария, моих царей, я привел убийцу своего господина…» Александр похвалил Спитамена и наградил его соратников, которые пленили Бесса. У Бесса македонский царь спросил, почему он предал своего родственника и благодетеля. Бесс ответил, что так решила поступить свита Дария III, чтобы войти в милость у Александра. По мнению современных историков, данное оправдание было вынужденным и не соответствовало его истинным мотивам при организации заговора.

### Казнь
Все античные источники сходятся в том, что Бесс был казнён с особой жестокостью. Однако, каждый из авторов приводит свой вид казни. Диодор Сицилийский писал, что Александр передал Бесса брату Дария и другим его родственникам. Те разрубали тело Бесса на маленькие куски и стреляли ими из пращей. Квинт Курций Руф писал, что Бессу отрезали нос, уши и на цепи, без всякой одежды повели на казнь путём распятия на то место, где был убит Дарий III. Также античный историк указывал, что для исполнения казни Бесса передали брату Дария III Оксафру. Согласно Арриану, Бесса сначала бичевали, отрезали нос и уши, а затем отправили в Экбатаны, где и казнили. Плутарх предполагал, что после македонского суда в Бактрии Бесса привязали к вершинам двух деревьев, пригнув их; после того как деревья отпустили, они выпрямились и разорвали осуждённого пополам. Также Арриан и Квинт Курций Руф писали об упрёках в заговоре и убийстве Дария, которые Александр высказал Бессу перед тем как принять решение о казни.
Разночтения в описании пленения и казни Бесса связаны с использованием разных первоисточников. Арриан писал свой труд на основании мемуаров Птолемея, где, естественно, подчёркнута роль самого автора в конвоировании Бесса. Квинт Курций Руф использовал труд Клитарха. Этот историк, вводя в повествование других персонажей, объяснял мотив милости к ним со стороны Александра.
М. М. Дьяконов отмечал, что подобные методы казни в империи Ахеменидов применяли против мятежников. В данном случае Александр поступил как персидский царь, а не как правитель Македонии.

## Оценки
Двоих он везиров имел, мудрецов,
Что были с ним рядом в разгаре боев.
Один из везиров тех звался Махьяр,
Другой был по имени Джанусияр.
Поняв, что надежды уж нет для Дары,
Что славы не знать ему с этой поры,
Один из везиров другому сказал:
"Злосчастный навеки престол потерял.
Не лучше ль его обезглавить иль грудь
Ему закаленным кинжалом проткнуть?
Тогда Искендер не замедлит вручить
Нам царство, престолом, венцом наградить?".
Все дальше спешат, черных мыслей полны,
Везиры, хранители царской казны,
И едет меж ними печальный Дара.
Пришла грозовая ночная пора.
Кинжал свой тут выхватил Джанусияр
И в грудь венценосцу наносит удар.
Владыка, столь гордый и славный, поник, —
Предатели прочь унеслись в тот же миг
...
Воздвигнуть он виселицы повелел.
На первой повешен был Джанусияр,
Висит на другой вероломный Махьяр.
Сразивших властителя в час роковой
Живыми повесили вниз головой.
Бойцы Искендеровой рати сошлись,
Камнями убийц побивать принялись.
Мучительный страшный конец их постиг —
Пощады не стоят убийцы владык!
В целом оценки Бесса у историков негативные. Ф. Шахермайр подчёркивал несостоятельность Бесса как политика и военачальника. По мнению историка, Бесс был человеком склонным к красивым жестам, громким речам и показной самоуверенности. Он смог привлечь на свою сторону людей при организации заговора против Дария III, но не сделал ничего для отражения вторжения Александра Македонского в собственные владения. Бесс мог использовать особенности местности, чтобы организовать оборону в ущельях и на переправах, но ограничился лишь отступлением и разорением собственной страны. Отказавшись от наступательных действий и не одержав ни одной даже небольшой победы, он утратил доверие со стороны приближённых военачальников и подвластных народов. Однако, И. Г. Дройзен назвал Бесса «смелым бактром», который пользовался «большим уважением у восточных народов». После сокрушительных поражений Дария III персидские военачальники видели в нём единственную надежду на спасение империи. Одновременно историк отмечал, что вся уверенность Бесса улетучилась при вторжении Александра в собственные владения и он спешно бежал. Подытоживая жизнь Бесса, И. Г. Дройзен писал: «своим постоянным бегством перед Александром, своей неспособностью на какой-либо решительный шаг, он, по-видимому, лишал окружавших его вельмож их последней надежды; естественно, что царский титул был привлекателен даже и среди такого унижения; а относительно цареубийцы считался дозволенный всякий поступок».
А. С. Шофман отмечал, что смерть Дария III позволяла Александру позиционировать себя как законного наследника престола империи Ахеменидов и даже «мстителя» за его убийство. Поэтому он немедленно осудил поступок Бесса и объявил поход против изменника. Когда Бесс попал в руки Александра, тот мстил ему за измену врагу. Обвиняемый был передан брату убитого для расправы по местным обычаям. В данном случае А. С. Шофман видел ловкую маскировку притязаний Александра на мировое господство.
Та лёгкость, с которой Александр победил Бесса, свидетельствует о непопулярности наследника Дария у народов Восточного Ирана и Средней Азии. Эти племена изначально тяготились владычеством Ахеменидов и смена одного персидского царя на другого не отвечала их интересам. Лишь В. В. Григорьев попытался представить Бесса руководителем восстания и горячим борцом за независимость своей страны, однако его мнение не нашло признания в историографии.

## В литературе
История с низложением Дария и казнью Бесса нашла отображение в иранском эпосе «Шахнаме» Фирдоуси. Автор называет Бесса Джанусияром. Также Бесс является действующим лицом исторических художественных произведений об Александре Македонском «Огни на курганах» В. Яна, «В глуби веков» Л. Ф. Воронковой, «Персидский мальчик» М. Рено.

### Исследования
- Дандамаев М. А.-К. Политическая история Ахеменидской державы / Утверждено к печати Ученым советом Института востоковедения Академии наук СССР. — М.: Главная редакция восточной литературы издательства «Наука», 1985.
- Дройзен И. Г. История эллинизма. История Александра Великого. — М.: Академический Проект, 2011. — 623 с. — (Технологии истории). — ISBN 978-5-8291-1304-9.
- Дьяконов М. М. Очерк истории Древнего Ирана / Под редакцией И. М. Дьяконова и А. Г. Периханян. — М.: Издательство восточной литературы, 1961. — 444 с.
- Кошеленко Г. А., Гаибов В. А. Судьбы сатрапов Востока. Эпоха Александра Македонского // Проблемы истории, филологии, культуры. — Магнитогорский государственный технический университет им. Г. И. Носова, 2007. — № 17. — С. 202—222. — ISSN 1992-0431.
- Шахермайр Ф. Александр Македонский. — Ростов н/Д.: Феникс, 1997. — 576 с. — ISBN 5-85880-313-Х.
- Шофман А. С. Восточная политика Александра Македонского / Печатается по постановлению редакционно-издательского совета Казанского университета. Отв. редактор В. Д. Жигунин. — Казань: Издательство Казанского университета, 1976.
- Briant P. Darius in the Shadow of Alexander (англ.). — Harvard University Press, 2015. — ISBN 978-0674493094.
- Foltz R. A History of the Tajiks: Iranians of the East (англ.). — London; New York: Bloomsbury Publishing, 2019. — ISBN 978-1-7883-1651-4.
- Heckel W. Notes on Q. Curtius Rufus' "History of Alexander" (англ.) // Acta Classica. — Classical Association of South Africa, 1994. — Vol. 37. — P. 67—78. — JSTOR 24594346.
- Heckel W. In the Path of Conquest: Resistance to Alexander the Great (англ.). — New York: Oxford University Press, 2020. — ISBN 978-0190076689.
- Heckel W. Who's Who in the Age of Alexander and his Successors. From Chaironea to Ipsos (338—301 BC) (англ.). — Barnsley: Greenhill Books, 2021. — 554 p. — ISBN 978-1-78438-648-1.
- Stark S. The Iranian East // A Companion to the Achaemenid Persian Empire (англ.) / edited by Bruno Jacobs and Robert Rollinger. — Wiley Blackwell, 2021. — Vol. 1. — P. 695—711. — ISBN 978-1119174288.
- Weiskopf Michael. Bessos // Encyclopædia Iranica (англ.) / Yarshater Ehsan (ed.). — London; New York: Routledge & Kegan Paul, 1989. — Vol. IV/2: Behruz–Bibliographies II. — P. 174—175. — ISBN 978-0-71009-125-3.